# Pałac Na Wyspie
Pałac Na Wyspie, także pałac Na Wodzie lub pałac Łazienkowski – klasycystyczny pałac w Łazienkach Królewskich w Warszawie. 
Pierwotnie barokowy pawilon Łaźni (Hippokrene), zbudowany według projektu Tylmana z Gameren w 1683–1689 dla marszałka wielkiego koronnego Stanisława Herakliusza Lubomirskiego, przebudowany w 1772–1793 przez Dominika Merliniego i Jana Chrystiana Kamsetzera dla króla Stanisława Augusta Poniatowskiego.
Zespół pałacowy leży na sztucznej wyspie otoczonej przez staw. Jest połączony z lądem dwoma mostami zwieńczonymi kolumnami. Przy jeziorze znajduje się również Amfiteatr, a przed przebudową pałacu, w roku 1767, utworzono ogród francuski.

## Historia

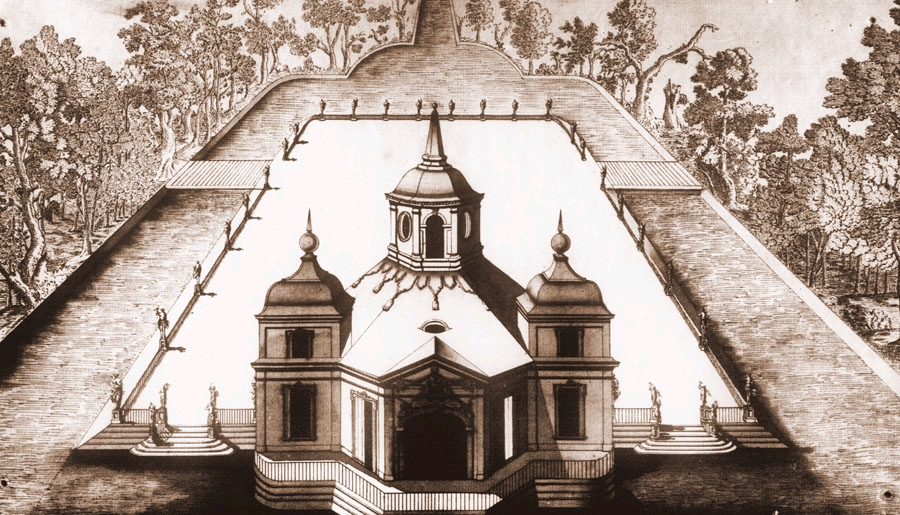
Łazienka Stanisława Herakliusza Lubomirskiego proj. Tylman z Gameren, widok od północy

Pałac został rozbudowany na życzenie króla Stanisława Augusta Poniatowskiego w latach 1772–1793 przez przebudowę barokowego pawilonu Łaźni, zaprojektowanego i zbudowanego w latach 1683–1689 przez Tylmana van Gameren dla marszałka wielkiego koronnego Stanisława Herakliusza Lubomirskiego. W latach 1788–1793 pałac rozbudowano w stylu klasycystycznym według projektu Dominika Merliniego. Autorami dekoracji malarskiej i rzeźbiarskiej byli m.in. Marcello Bacciarelli i Jan Bogumił Plersch.
Pałac był od 1775 letnią rezydencją króla. W lecie, od 1784 roku, w sali jadalnej, która dawniej pełniła funkcję sypialni, odbywały się organizowane przez władcę obiady czwartkowe. Wszelkie większe przyjęcia, zwłaszcza tańce i bale, organizowano w sali balowej. Na piętrze budynku znajdowały się apartamenty Stanisława Augusta Poniatowskiego oraz pokoje jego kamerdynera Franciszka Ryxa. Władca miał tam gabinet, bibliotekę, garderobę i sypialnię. Na piętrze wydzielone zostały również mieszkanie dla bibliotekarza oraz przestrzeń dla osobistego strażnika monarchy. 
Po śmierci Stanisława Augusta Poniatowskiego był własnością kolejno księcia Józefa Poniatowskiego i jego siostry księżnej Marii Teresy Poniatowskiej. W 1817 pałac wraz z Łazienkami został sprzedany carowi Aleksandrowi I za kwotę 1 mln 80 tys. zł. W 1846 w wyniku przebudowy zachodniego pawilonu w pałacu powstała cerkiew św. Aleksandra Newskiego zaprojektowana przez Andrzeja Gołońskiego.
Podczas dwudziestolecia międzywojennego był, wraz z parkiem, własnością Państwowych Zbiorów Sztuki. 
Podczas obrony Warszawy we wrześniu 1939 roku znajdujące się w pałacu dzieła sztuki przewieziono do gmachu Muzeum Narodowego.
Jesienią 1944 roku sprzęty znajdujące się w pałacu zostały wywiezione przez stacjonujących w nim Niemców do III Rzeszy. Po upadku powstania warszawskiego Niemcy oblali wnętrza pałacu Na Wyspie benzyną i podpalili. W pożarze uległy zniszczeniu najstarsze i najcenniejsze pomieszczenia – pokój kąpielowy wyłożony holenderskimi płytkami ceramicznymi, wnętrze pochodzące z XVII w. z pierwotnej wersji pałacu projektu Tylmana z Gameren, oraz Sala Salomona, gdzie zniszczeniu uległy malowidła Marcello Bacciarellego. W ścianach spalonego budynku nawiercono ok. 1000 otworów na dynamit. Niemcy nie zdołali jednak wysadzić pałacu w powietrze. 
Odbudowę pałacu, pod kierownictwem architekta Jana Dąbrowskiego rozpoczęto po zakończeniu wojny, a zakończono w 1965. Pierwszy etap odbudowy zakończono w maju 1960 i udostępniono zwiedzającym sale na parterze. Bogate wnętrze zostało zrekonstruowane. Nie odtworzono zniszczonego w pożarze 1944 malowidła Jana Bogumiła Plerscha na plafonie przedstawiającego Dianę w kąpieli i podglądającego ją Akteona oraz malowideł Marcello Bacciarellego w Sali Salomona. W lutym 1960 kustoszem pałacu został Marek Kwiatkowski. Sale na piętrze udostępniono w lipcu 1965.
Pałac został włączony w charakterze oddziału do Muzeum Narodowego, a od roku 1995 jest samodzielną instytucją.
W latach 2012–2015 prowadzono w pałacu prace renowacyjne. Wzmocniono wtedy m.in. zapadające się tarasy nad stawem wbijając w dno 150 dębowych pali usztywnionych żelbetową opaską. Położono nowe blaszane pokrycie dachu, wymieniono wszystkie instalacje oraz poddano konserwacji rzeźby znajdujące się na attykach. Remont objął wszystkie pomieszczenia zabytku, m.in. w Sali Balowej odsłonięto XVII-wieczne malowidła Jana Bogumiła Plerscha.

## Pomieszczenia

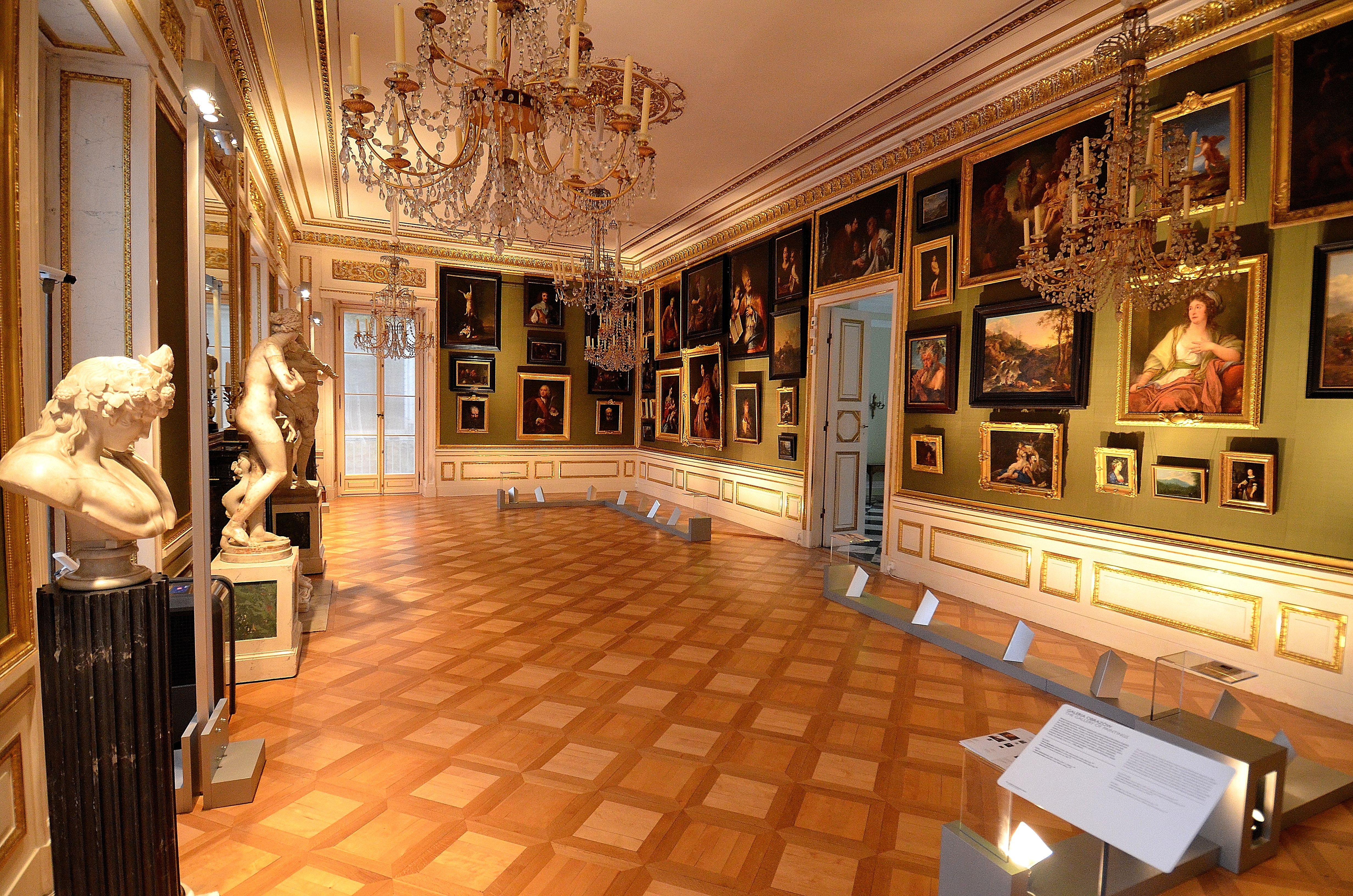
Galeria Obrazów

- Gabinet Portretowy
- Galeria Obrazów
- Kaplica
- Pokój Bachusa
- Pokój kąpielowy
- Przedsionek
- Przedpokój
- Rotunda
- Sala Balowa
- Sala Jadalna
- Sala Salomona

## Galeria

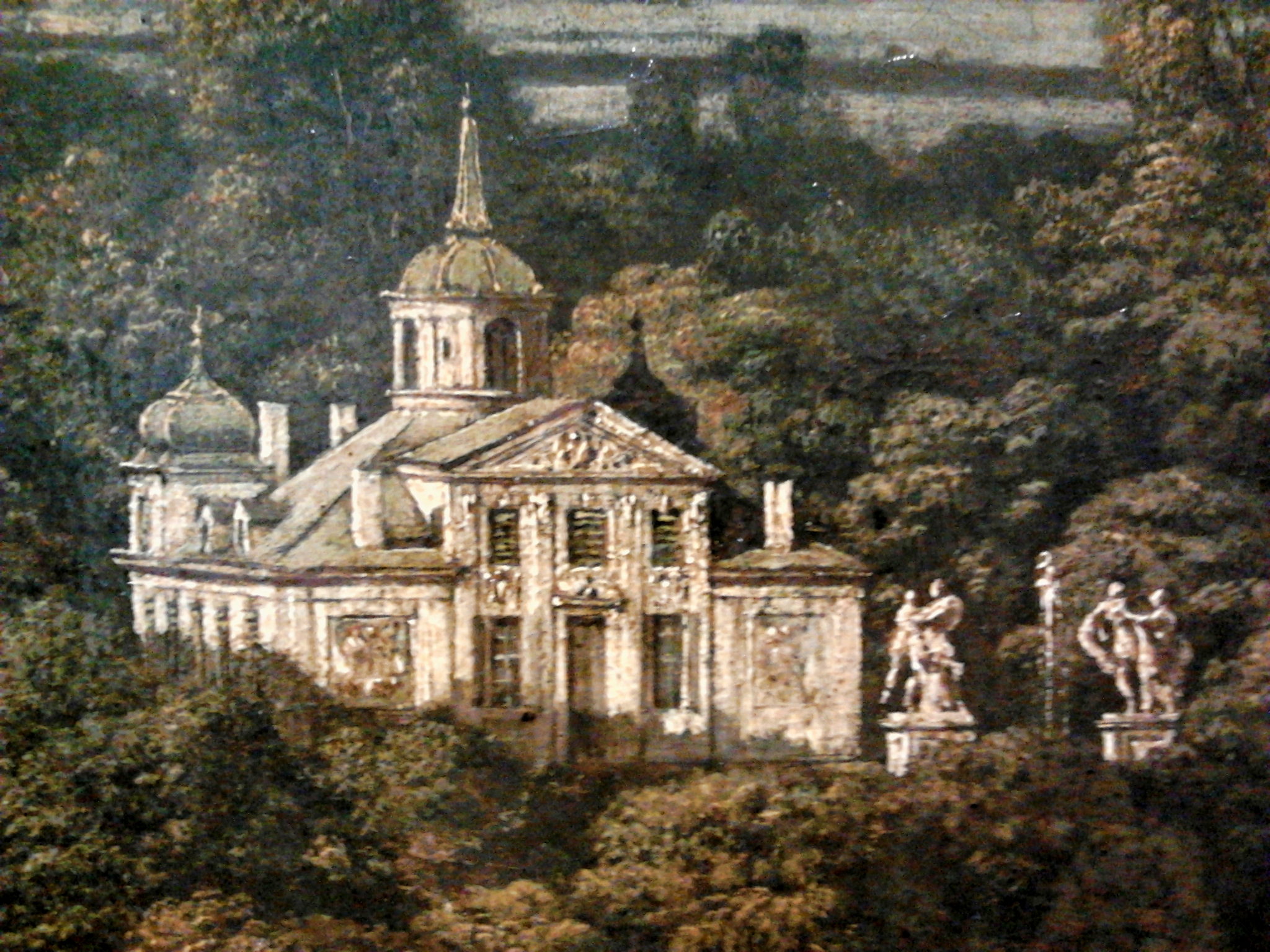
Łazienka Lubomirskiego ok. 1775 przed przebudową, widok od południa, na obrazie Bernarda Canaletta
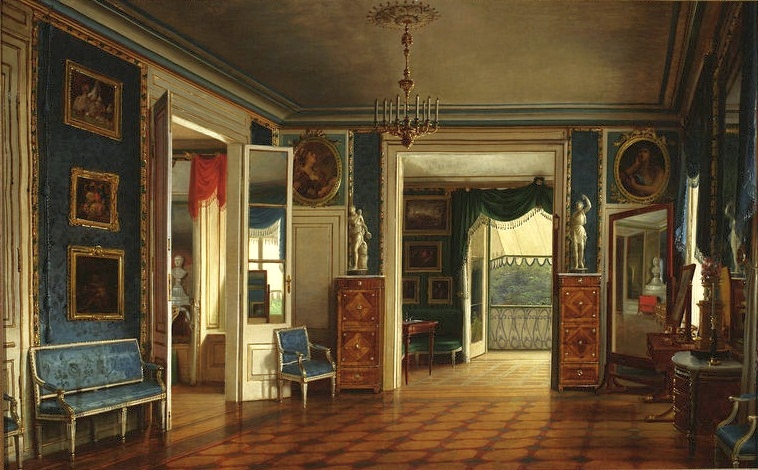
Marcin Zaleski, Wnętrze sypialni króla w pałacu w Łazienkach, (1847)
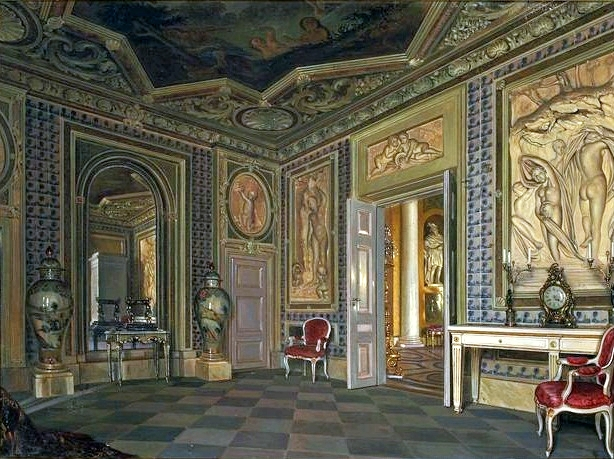
Sala kąpielowa Pałacu na Wodzie (1875)
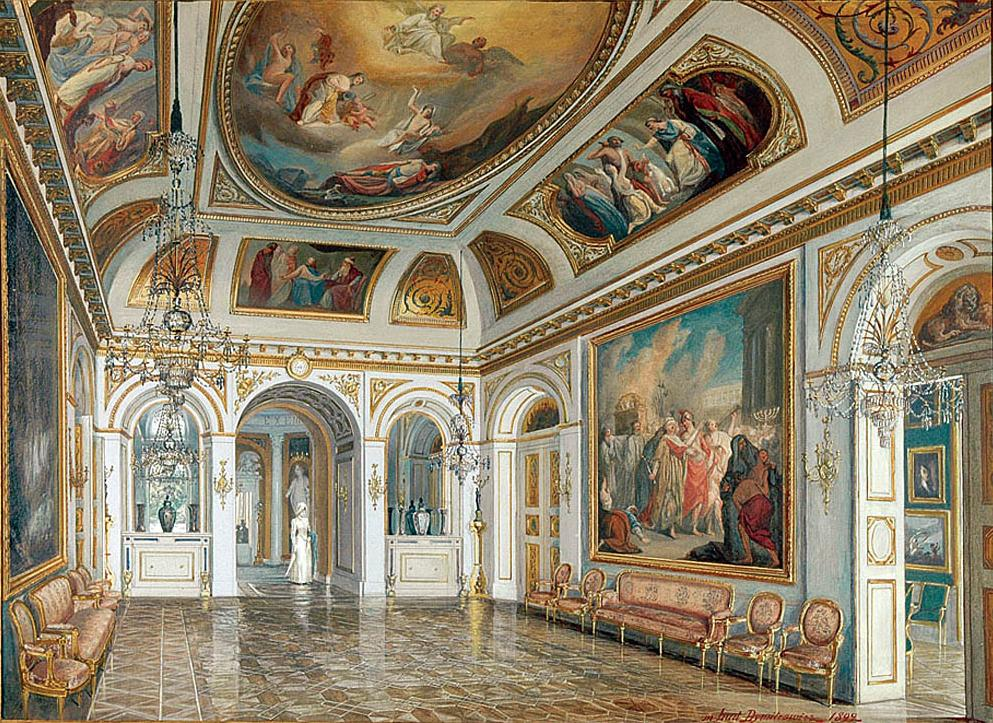
Sala Salomona w Pałacu na Wodzie (1892)
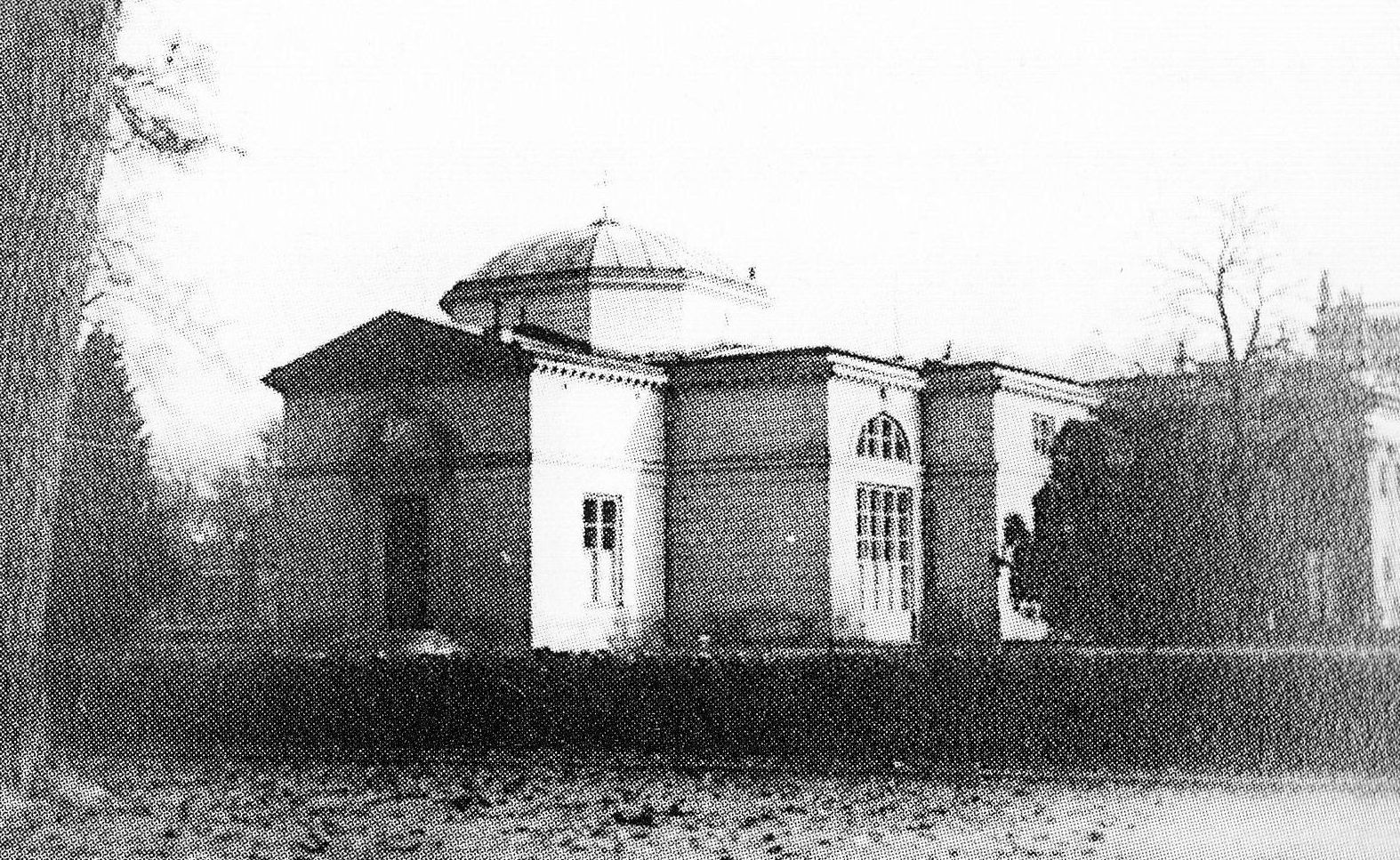
Nieistniejąca cerkiew św. Aleksandra Newskiego (1880)
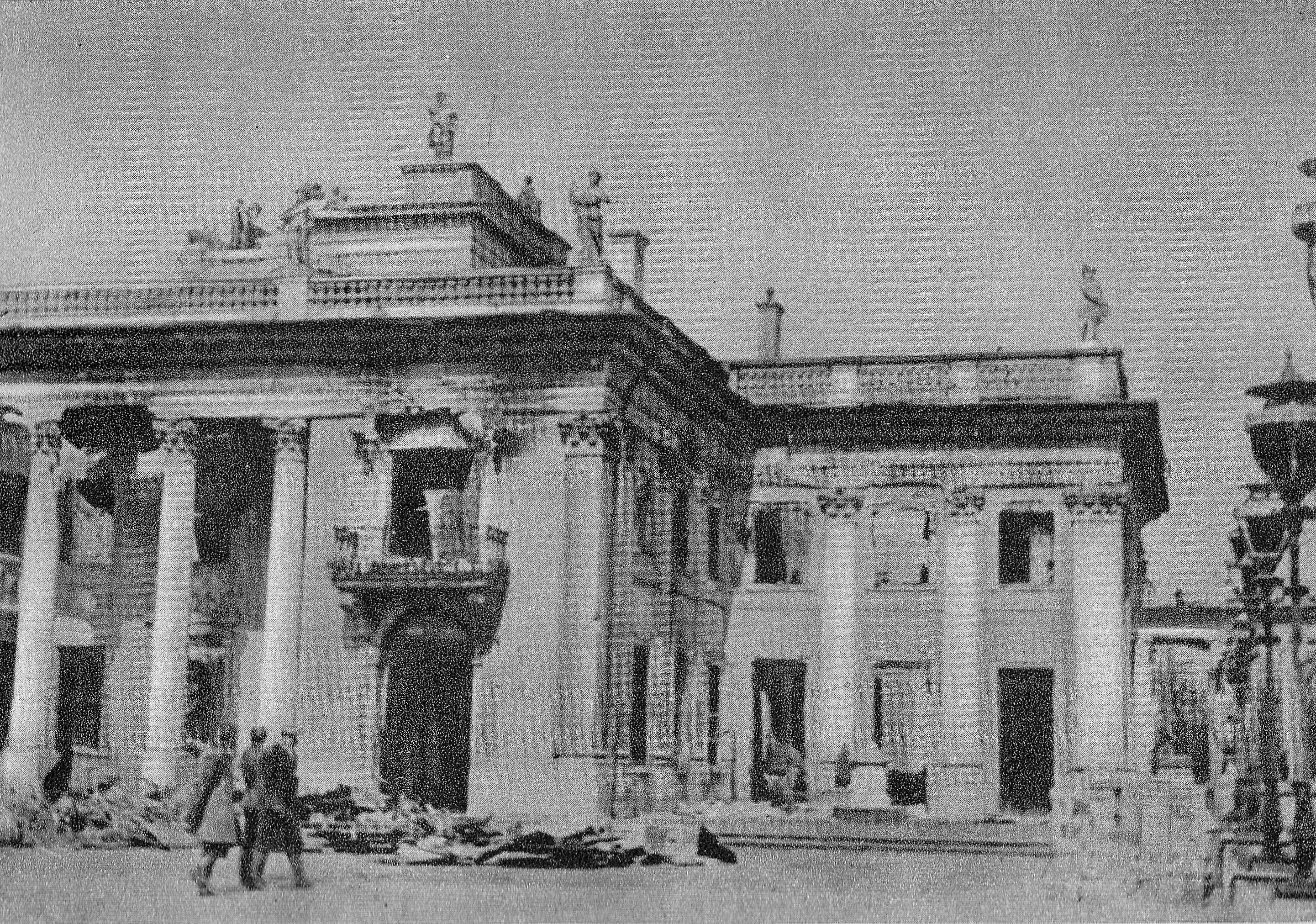
Spalony przez Niemców pałac Na Wyspie w 1945
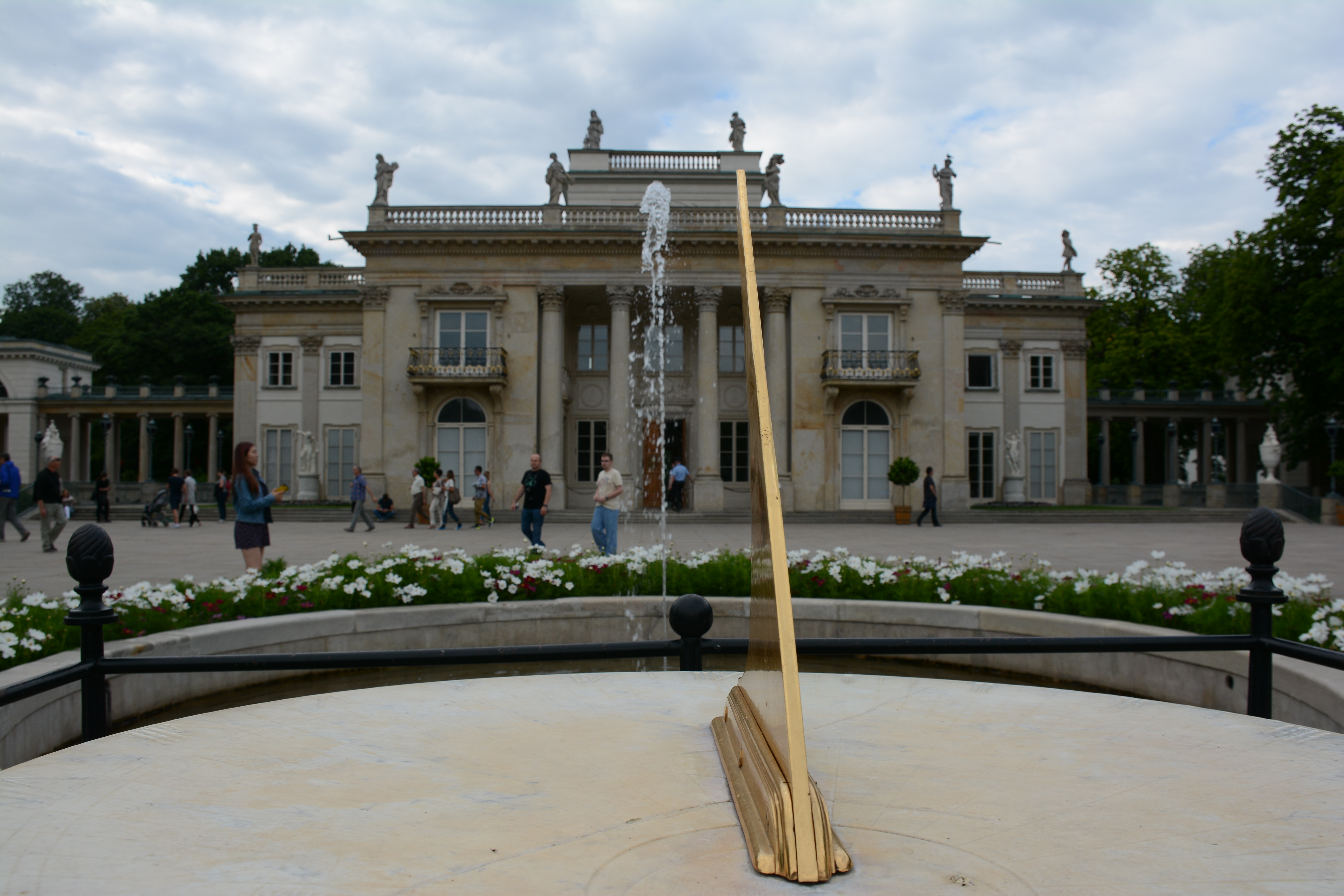
Zegar słoneczny z 1786 przed pałacem
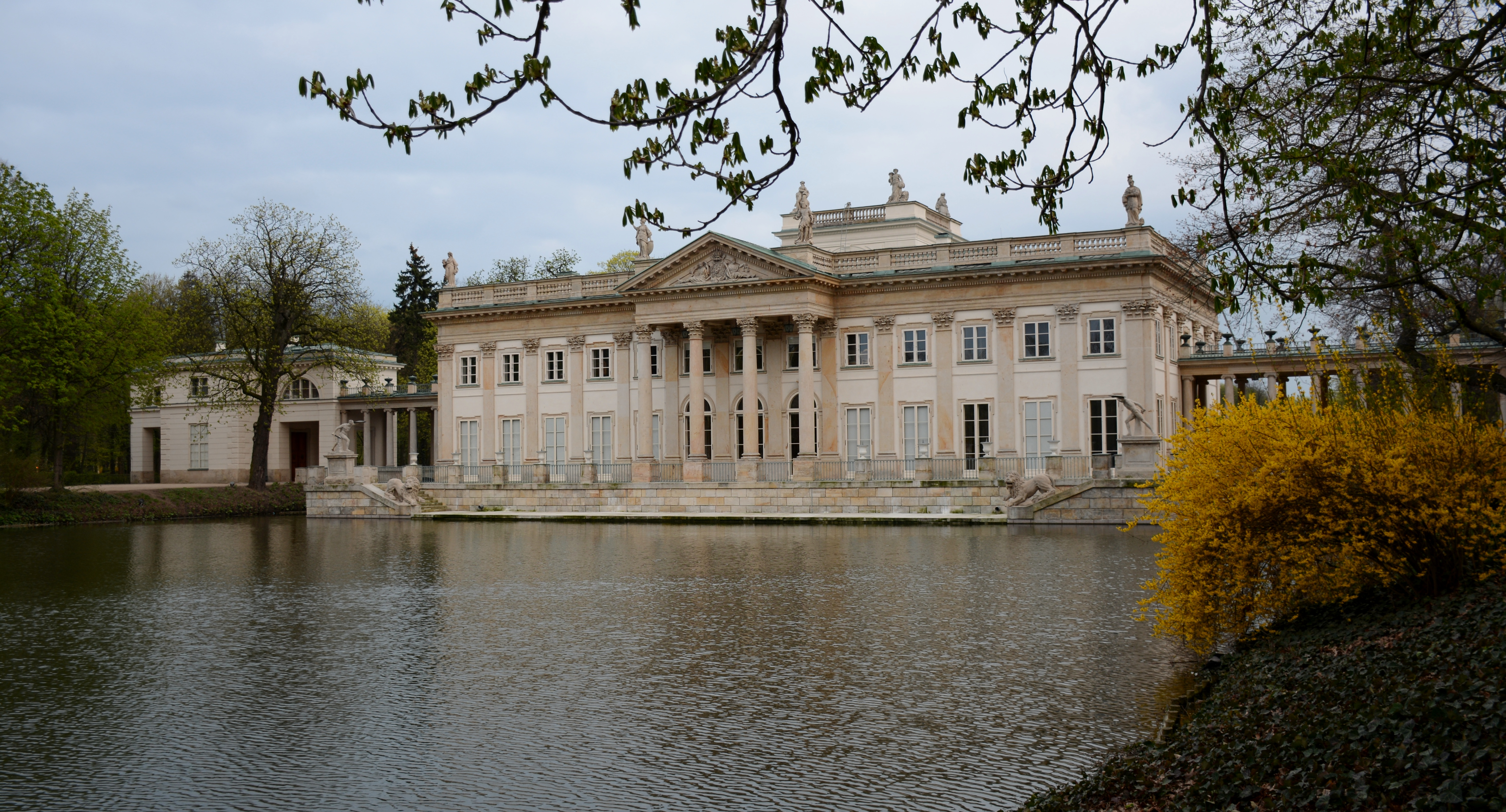
Widok od północy